# Hannibal TV
Hannibal TV és la primera cadena de televisió privada que es va fundar a Tunísia. El 2003 el govern va donar llum verda a la creació de cadenes privades de ràdio i televisió. La primera (i per ara única) televisió privada per satèl·lit fou Hannibal TV, oberta el 13 de febrer del 2005 a Tunis. El director (2006) és Larbi Nasra. Emet en llengua àrab pels satèl·lits Arabsat 3A (26.0°E), i Nilesat 102 (7.0°W).